# Batalla de Signal Hill
La batalla de Signal Hill va ser una petita escaramussa, l'última de la Guerra Franco-Índia. Els anglesos, dirigits pel coronel William Amherst van forçar als francesos a lliurar Saint John's.

## Antecedents
El 1762, França havia perdut la majoria de Nova França, tret de part de la Louisiana, i per tenir alguna cosa per negociar, es va decidir la presa de Saint John's, per mantenir-lo fins a les negociacions. Una flota dirigida per Charles-Henri-Louis d'Arsac de Ternay, amb dos navilis de línia, una fragata i dos petits manowars, amb 800 homes a bord comandats per Joseph-Louis-Bernard de Cléron de Haussonville, el comte de Haussonville, incloent 161 mercenaris irlandesos va embarcar a Brest el 8 de maig de 1762, i el 27 de juny van aconseguir que els anglesos lliuraran Saint John's i capturar una fragata. Durant les següents setmanes, Haussonville va consolidar la posició francesa a Terranova. El seu sistema de defensa consistia en diversos llocs avançats, equipats amb artilleria, al voltant de Signal Hill.
L'agost va salpar una flota de cinc vaixells de guerra comandada per Alexander Colville i el 13 de setembre de 1762 els anglesos van desembarcar a Torbay, a pocs quilòmetres al nord. Haussonville va ser incapaç d'evitar el desembarcament, de manera que, per obstaculitzar l'avanç britànic, va enviar un destacament per defensar Signal Hill, punt estratègic per dominar els voltants.

## Batalla
A l'alba del 15 de setembre, les tropes britàniques van pujar el turó protegida pels francesos. La sorpresa va ser completa i l'enfrontament va ser curt però fatal. El comandant del destacament francès, Guillaume de Bellecombe, va resultar seriosament ferit. Aviat, els francesos van rendir el fort.

## Conseqüències
Després de la batalla, Signal Hill estava en mans angleses. Reforçats per aquesta avantatjosa situació, els britànics van obtenir la capitulació del fort de Saint John's tres dies després.
El llarg bloqueig naval britànic dels ports francesos havia minat la moral de la població francesa, i amb la derrota a la Signal Hill, el realiniament de Rússia, la retirada de Suècia i le victòries de Prússia contra Àustria a Schweidnitz i Freiberg, Lluís XV de França es va convèncer que Àustria no seria capaç de reconquerir Silèsia, que havia de suposar per França rebre els Països Baixos austríacs, sense suport financer i material de Lluís, que ja no estava disposat a oferir, i va fer la pau amb Frederic evacuant Renània de Prússia, posant fi a la participació de França en la guerra pel Tractat de París de 1763.